# Желейный рулет

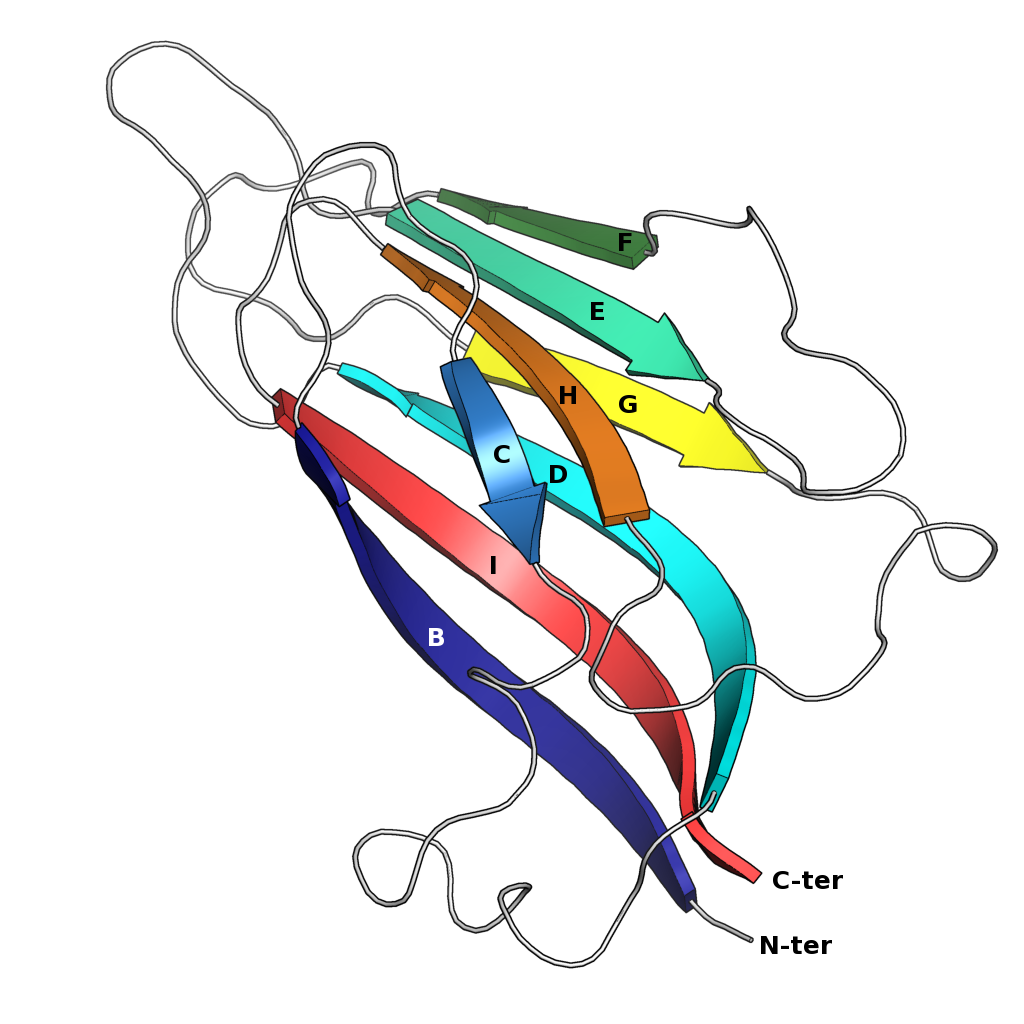
Канонический пример желейного рулета вирусного капсидного белка из сателлитного вируса табачной мозаики. Отдельные бета-нити имеют свои традиционные обозначения (по историческим причинам лист A не используется), подчеркивая упаковку четырёхниточных листов BIDG и CHEF.

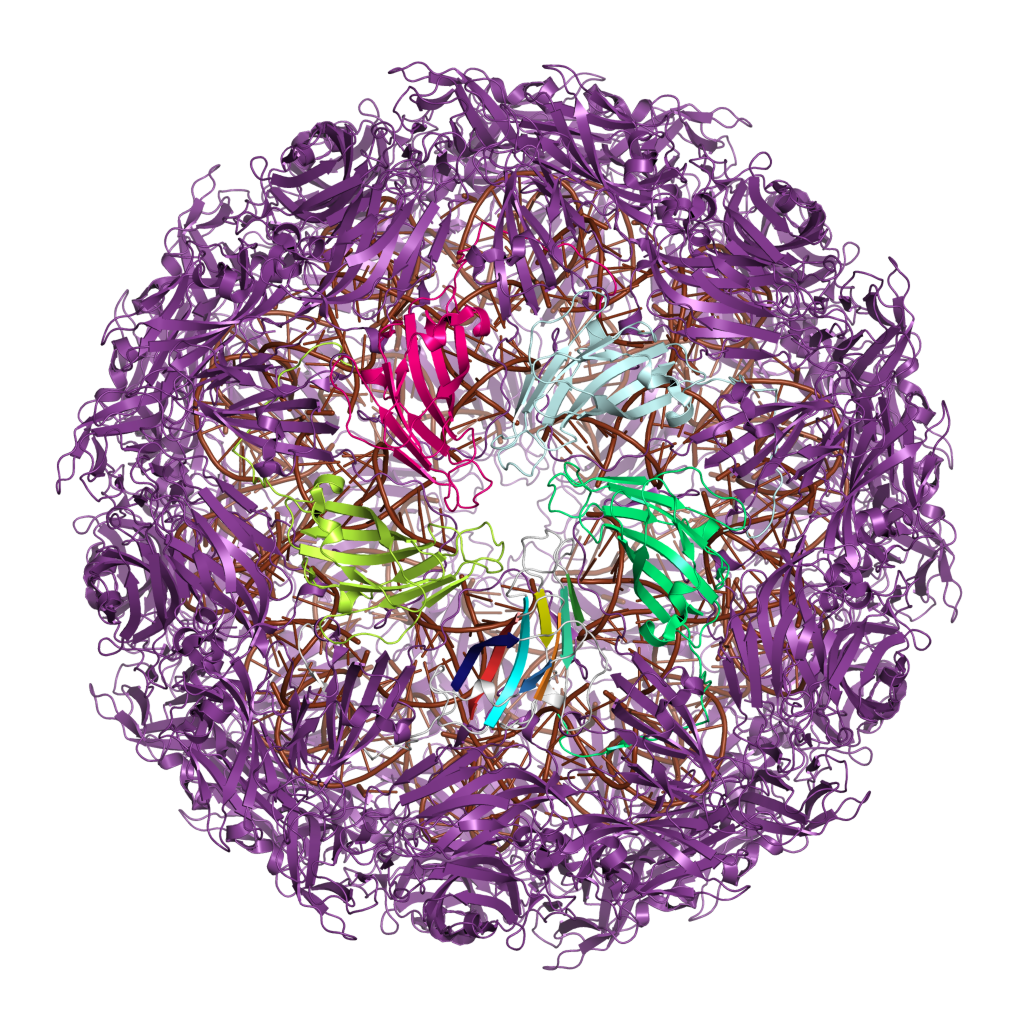
Полностью собранная структура капсида сателлитного вируса табачной мозаики с мономером, показанным выше, в нижней части выделенного пентамера. Остальные белковые цепи показаны фиолетовым цветом, а РНК внутри капсида — коричневым. Ось желейного рулета в этом капсиде параллельна поверхности капсида..

Желейный рулет или швейцарский рулет — белковая укладка или сверхвторичная структура, состоящая из восьми бета-нитей, расположенных в двух четырёхнитевых листах. Название структуры, введённое Джейн С. Ричардсон в 1981 году, отражает его сходство с желейным или швейцарским пирогом. Укладка является продолжением мотива «Греческий ключ» и иногда считается формой бета-цилиндра. Она очень часто встречается в вирусных белках, особенно в вирусных капсидных белках. Взятые вместе, желейный рулет и греческий ключ составляют около 30 % всех бета-белков, аннотированных в базе данных структурной классификации белков (SCOP).

## Структура
Основная структура желейного рулета состоит из восьми бета-нитей, расположенных в двух четырёхцепочечных антипараллельных бета-листах, которые упаковываются вместе через гидрофобную поверхность раздела. Цепи традиционно обозначаются буквами от B до I по той исторической причине, что первая решённая структура, капсидный белок желе из вируса кустистости томатов, имела дополнительную цепь A за пределами общего ядра укладки. Листы состоят из прядей BIDG и CHEF, сложенных таким образом, что прядь B упаковывает прядь напротив C, I напротив H и т. д.

## Вирусные белки
Большое количество вирусов строят свои капсиды из белков, содержащих либо одинарную, либо двойную укладку желейного рулета. Считается, что эта общая капсидная архитектура отражает древние эволюционные отношения, возможно, восходящие к последнему универсальному общему предку (LUCA) клеточной жизни. Другие вирусные линии используют эволюционно неродственные белки для создания закрытых капсидов, которые, вероятно, независимо эволюционировали, по крайней мере, дважды и, возможно, много раз, со связями с белками клеточного происхождения.

### Протеины капсида с одиночным желейным рулетом
Белки с одним желейным рулетом в капсиде (JRC) обнаружены по крайней мере в шестнадцати различных вирусных семействах, в основном с икосаэдрической капсидной структурой и включающими как РНК-вирусы, так и ДНК-вирусы. Многие вирусы с одноцепочечным капсидом представляют собой одноцепочечные РНК- положительные вирусы. Две группы двухцепочечных ДНК-вирусов с одноцепочечными капсидами JRC — это Papillomaviridae и Polyomaviridae, обе из которых имеют довольно маленькие капсиды; у этих вирусов архитектура собранного капсида ориентирует ось желейного рулета параллельно или «горизонтально» относительно поверхности капсида. Масштабный анализ компонентов вирусного капсида показал, что одиночный горизонтальный желейный рулет является наиболее распространенной укладкой среди белков капсида, на долю которого приходится около 28 % известных примеров.
Другая группа вирусов использует в капсидах единичные белки желейного рулета, но в вертикальной, а не горизонтальной ориентации. Эти вирусы эволюционно родственны большой группе вирусов с двойным желейным рулетом, известной как PRD1 — вирусной линии аденовируса, со сходной архитектурой капсида, реализованной путем сборки двух отдельных основных капсидных белков с укладкой желейного рулета, экспрессируемых из разных генов. Эти одиночные вирусы с вертикальным желейным рулетом составляют таксон Helvetiavirae. Известные вирусы с вертикальными капсидами в виде одинарных желейных рулетов заражают экстремофильных прокариот.

### Двойной желейный рулет

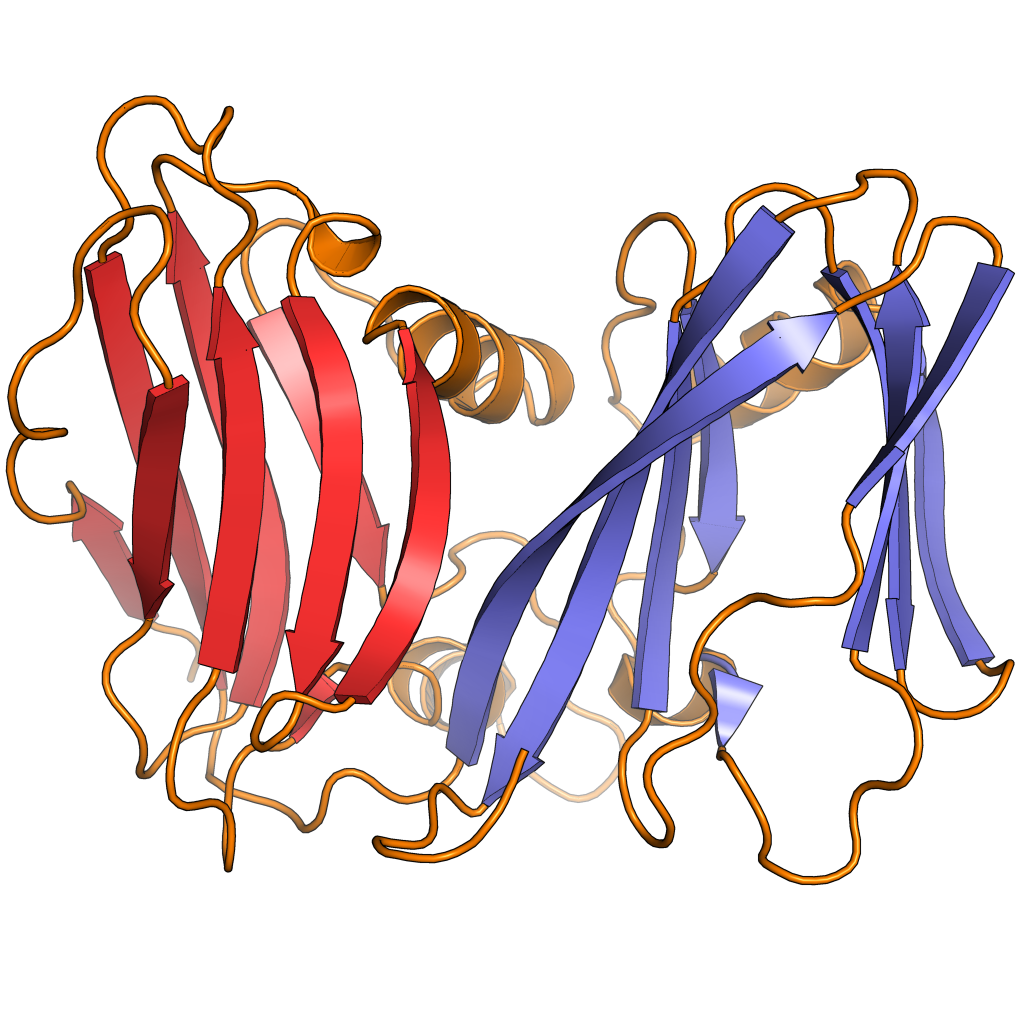
Мономер двойного желейного рулета главного капсидного белка P2 из бактериофага PM2. Два отдельных домена желейного рулета показаны красным и синим цветом, а оставшаяся последовательность белка — оранжевым. Двойные желейные рулеты ориентированы так, что «вертикальная» ось перпендикулярна поверхности капсида, которая находится внизу на этом изображении..

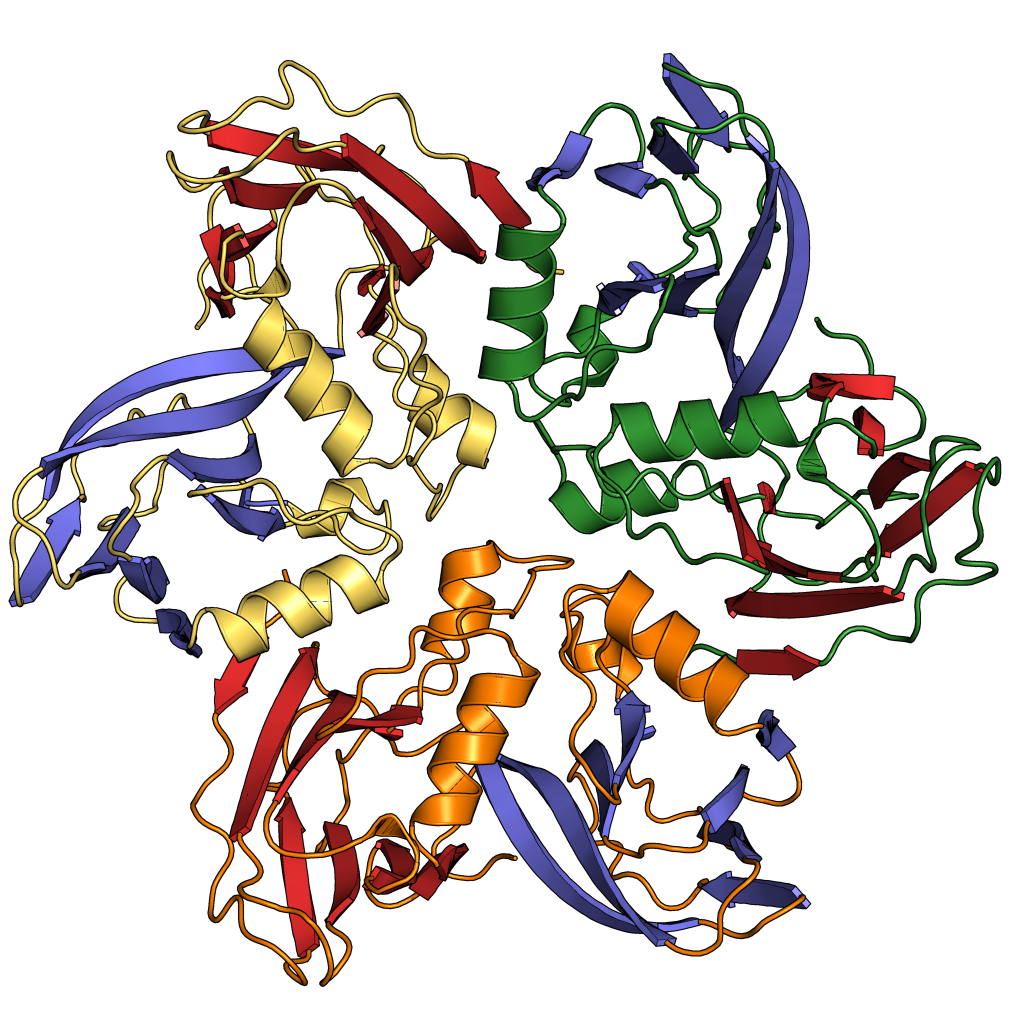
Псевдогексамерный тример белков двойного желейного рулета; желейные рулеты имеют красный и синий цвет, а петли и спирали окрашены, чтобы различать три мономера в сборке. Зритель смотрит с нижней стороны на поверхность капсида..

Капсидные белки двойного желейного рулета состоят из двух одиночных укладок желейного рулета, соединенных короткой линкерной областью. Они обнаруживаются как в двухцепочечных ДНК-вирусах, так и в одноцепочечных ДНК-вирусах по крайней мере десяти различных вирусных семейств, включая вирусы, которые инфицируют все домены жизни и охватывают большой диапазон размеров капсидов. В архитектуре капсида с двойным желейным рулетом его ось ориентирована перпендикулярно или «вертикально» относительно поверхности капсида.
Считается, что белки с двойным желейным рулетом произошли от белков с одиночным желейным рулетом путем дупликации генов. Вполне вероятно, что вирусы с вертикальным одинарным желейным рулетом представляют собой переходную форму, и что белки капсида вертикального и горизонтального желейного рулета имеют независимое эволюционное происхождение от предковых клеточных белков. Степень структурного сходства капсидов вирусов двойного желейного рулета привела к выводу, что эти вирусы, вероятно, имеют общее эволюционное происхождение, несмотря на их разнообразие по размеру и диапазону хозяев; это стало известно как линия PRD1 — аденовируса (Bamfordvirae). Многие члены этой группы были идентифицированы с помощью метагеномики, и в некоторых случаях они практически не имеют общих вирусных генов. Хотя большинство членов этой группы имеют икосаэдрическую геометрию капсида, несколько семей, таких как Poxviridae и Ascoviridae имеют овальные или кирпичные формы зрелых вирионов; Поксвирусы, такие как Vaccinia, претерпевают резкие конформационные изменения, опосредованные белками двойного желейного рулета во время созревания и, вероятно, происходят от икосаэдрического предка.
Белки двойного желейного рулета в клеточных белках не наблюдались; они кажутся уникальными для вирусов. По этой причине обнаружение явной гомологии с белками двойного желейного рулета в последовательностях мобильных элементов - полинтонов, широко распространенных в геномах эукариот, считается доказательством тесной эволюционной связи этих генетических элементов с вирусами.

### Некапсидные вирусные белки
Одиночные желейные рулеты также встречаются в некапсидных вирусных белках, включая второстепенные компоненты собранного вириона, а также в невирионных белках, таких как полиэдрин.

## Клеточные белки
В то время как двойные желейные рулеты не встречаются в белках клеточного происхождения, встречаются одинарные желейные рулеты. Одним из таких классов клеточных белков являются нуклеоплазмины, которые служат в качестве молекулярных белков-шаперонов для сборки гистонов в нуклеосомы. N-концевой домен нуклеоплазмина имеет единственную укладку желейного рулета и собран в пентамер. С тех пор о подобных структурах сообщалось в дополнительных группах белков ремоделирования хроматина. Мотивы желейного рулета с идентичной связностью с бета-слоями также обнаруживаются в лигандах фактора некроза опухолей и белках бактерии Yersinia pseudotuberculosis, которые принадлежат к классу вирусных и бактериальных белков, известных как суперантигены.
В более широком смысле члены чрезвычайно разнообразного суперсемейства купинов также часто описываются как желейные рулеты; хотя общее ядро доменной структуры купина содержит только шесть бета-цепей, многие купины имеют восемь. Примеры включают негем- диоксигеназные ферменты и гистоновые деметилазы семейства JmjC.

## Эволюция
Сравнительные исследования белков, классифицируемых как желейный рулет и «Греческий ключ», предполагают, что ключевые протеины Греческого ключа возникли значительно раньше, чем их более топологически сложные аналоги в желейном рулете. Структурные биоинформатические исследования, сравнивающие белки вирусного капсидного желейного рулета с другими белками известной структуры, показывают, что белки капсида образуют хорошо разделенный кластер, что позволяет предположить, что они подвержены определённому набору эволюционных ограничений. Одной из наиболее примечательных особенностей белков в виде желейного рулета вирусного капсида является их способность образовывать олигомеры в виде повторяющейся мозаичной структуры с образованием замкнутой белковой оболочки; клеточные белки, наиболее похожие по укладке и топологии, в большинстве своем также являются олигомерами. Было высказано предположение, что вирусные капсидные белки желейного рулета произошли из клеточных желейных рулетов, возможно, в нескольких независимых случаях, на самых ранних стадиях клеточной эволюции.

## История и номенклатура
Название «желейный рулет» было впервые использовано для структуры, созданной Джейн С. Ричардсон в 1981 году на основе греческого ключевого мотива, и было призвано отразить сходство структуры с желейным или швейцарским пирогом. Структура получила множество описательных названий, в том числе: клин, бета-ствол и бета-ролл. Края двух листов не пересекаются, чтобы сформировать регулярные узоры водородных связей, и поэтому его часто не считают истинным бета-цилиндром хотя этот термин широко используется при описании архитектуры вирусного капсида. Клеточные белки, содержащие структуры, похожие на желейный рулет, можно описать как купиновую складку, складку JmjC или двухцепочечную бета-спираль.